# Henri Eloy Leroy
Pour les articles homonymes, voir Henri Leroy et Leroy.
Henri Eloy Joseph Leroy, né à Soignies, le 1er décembre 1787 et mort dans cette même ville, le 4 janvier 1865, est un médecin, un patriote et le premier bourgmestre de Soignies, en Wallonie (Belgique), de 1830 à 1836.

## Biographie

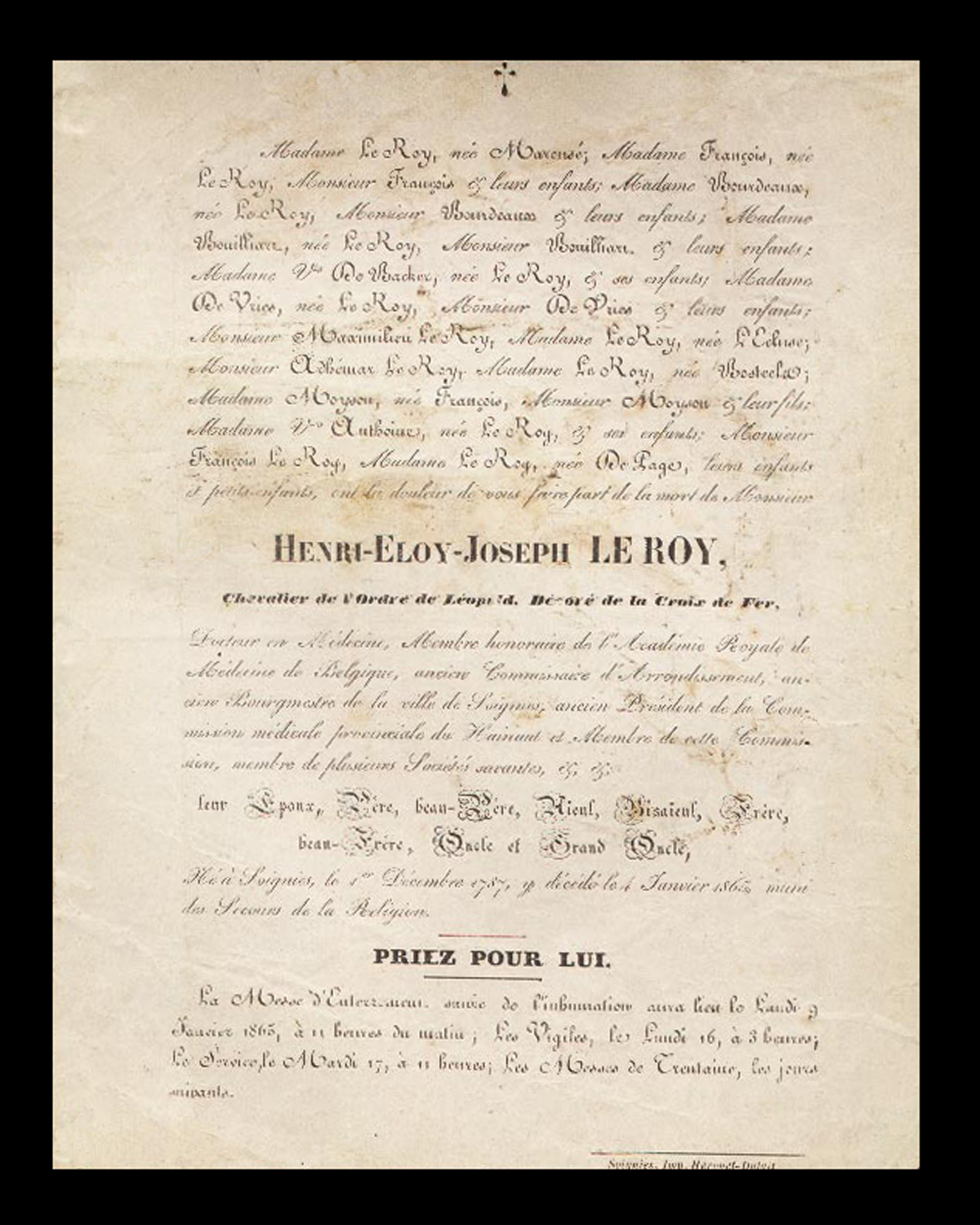
Faire-part de décès d'Henri Eloy Leroy

Né à Soignies, le 1er décembre 1787, Henri Eloy Leroy y est décédé le 4 janvier 1865.
Henri Leroy commence sa formation en médecine à Bruxelles en 1807, il la poursuit en 1810 à Paris mais ses parents, inquiets des troubles politiques, le rappellent à Soignies. Il est à cette époque chargé de service à l’hôpital militaire de Mons où il contracte la fièvre typhoïde. Après une longue convalescence, il termine ses études de médecine et obtient son diplôme de l'Université de Leyde en 1816.
Il s'occupe des victimes de la bataille de Waterloo et n'a de cesse de leur venir en aide.
Il s'installe ensuite en qualité de médecin des pauvres de Soignies et des entités environnantes. Sa notoriété auprès de la population est à la mesure de ses grandes qualités humaines. Il exercera jusqu'en 1837.
À la révolution, en 1830, il devient le premier bourgmestre belge de la localité, fonction qu'il occupe de 1830 à 1836. Henri Leroy n'avait pas hésité à lever une "armée" de volontaires à Soignies pour marcher sur Bruxelles et soutenir ainsi la révolution.
En 1832, il reçoit la médaille de première classe pour son comportement exemplaire durant l'épidémie de choléra.
De 1839 à 1841, il est le président de la commission médicale du Hainaut, il publie plusieurs articles (sur la péritonite aigüe, les maladies de la peau, les convulsions chez le nourrisson).
En 1844, Léopold Ier le fait Chevalier de l'ordre de Léopold pour ses nombreux services rendus à la Patrie.
Henri Leroy décède le 4 janvier 1865. Une foule immense l'accompagne à sa dernière demeure. Le Docteur Cambier, alors président de la commission médicale du Hainaut, et M. Tallois de l'Académie royale de médecine de Belgique, lui rendirent un vibrant hommage.

## Famille

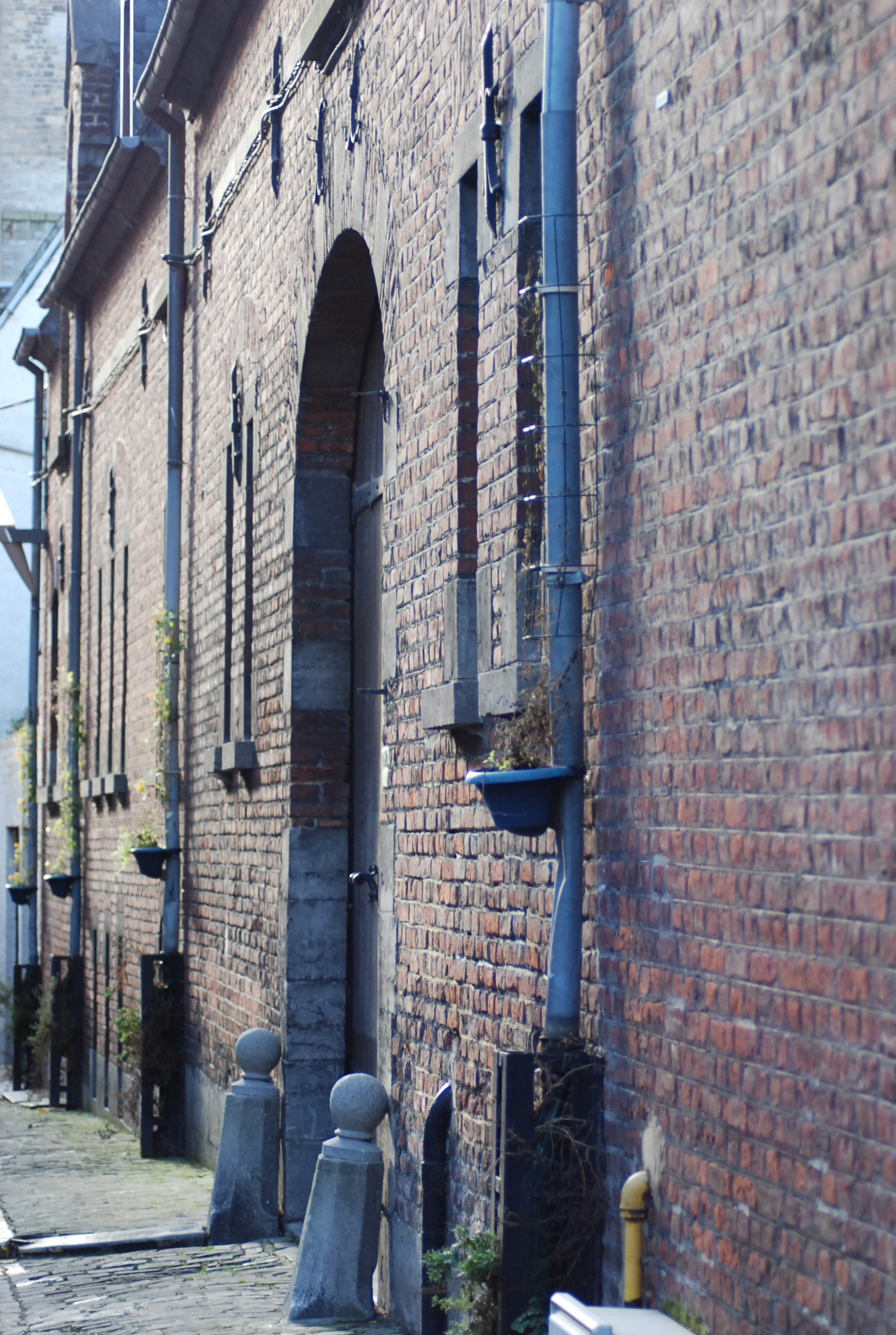
La maison d'Henri Leroy - Rue Henri Leroy à Soignies

Ses parents sont Philippe Vincent Leroy (1742-1829) et Marie Thérèse Pieman (née ca 1760), tous deux originaires de Soignies. Ils eurent dix enfants. Henri Eloy fut le deuxième. Il épouse Thérèse Catherine Joseph Marousé (1787-1878). Ils eurent neuf enfants. Henri Eloy Leroy est l'arrière-grand-père de Henri Bourdeaux (1884-1968), pharmacien à Soignies, dont l'officine (datant de la fin du XIXe siècles) est restée intacte jusqu'à nos jours.

## Reconnaissances
- Une rue porte son nom à Soignies.

## Décorations
- Croix de fer[1].

- Chevalier de l'Ordre de Léopold[1].

## Sources
1. 1 2 3  "éloge funèbre prononcé par M. Tallois in "Bulletin de l'Académie royale de médecine de Belgique], série 2, T. VIII, Bruxelles, Manceaux, 1865.

- (en) My Leroy Family in Belgium, Brady Wooten Kerr
- (en) www.leroyfamilyofbelgium.4t.com
- (en) www.findagrave.com